# (35968) 1999 LK14
1999 LK14 (asteroide 35968) é um asteroide da cintura principal. Possui uma excentricidade de 0.24680140 e uma inclinação de 4.85502º.
Este asteroide foi descoberto no dia 9 de junho de 1999 por LINEAR em Socorro.